# Slovenske Konjice
Slovenske Konjice (do 1934 Konjice) – miasto w Słowenii, siedziba gminy Slovenske Konjice. W 2018 roku liczyło 5092 mieszkańców.
Są położone nad rzeką Dravinją, na południowy zachód od Mariboru. Miejscowa gospodarka oparta jest na przemyśle drzewnym, maszynowym i skórzanym.